# Titanfall
Titanfall — багатокористувацький мережевий науково-фантастичний шутер від першої особи з елементами симулятора меха, розроблений американскою компанією Respawn Entertainment (версія Titanfall для Xbox 360 розроблювалась студією Bluepoint Games. Видавець гри — Electronic Arts. Офіційний анонс гри відбувся 12 червня 2013 року на виставці E3. Реліз гри відбувся 11 березня 2014 року на ПК і Xbox One, а також 8 квітня — на Xbox 360. 1 грудня 2021 року гра була знята з продажу.

## Геймплей
Гравці керують Пілотами — бійцями елітного загону спеціального призначення ворогуючих сторін. Пілоти можуть використовувати різноманітну зброю і спорядження, яке гравець може налаштувати на свій смак. Пілоти також використовують реактивний ранець, який значно розширює можливості переміщення, а також спеціальні ножі, які дозволяють швидко зламувати важку зброю і ворожу механізовану піхоту — Спектрів. Окрім того, усі пілоти мають право на виклик Титану, який потребує деякого часу для підготовки до бою. Цей час можна скоротити, завдаючи шкоди ворожій піхоті, Пілотам й Титанам.
Титан — семиметровий бойовий робот, якого скидають з орбіти. Його клас і спорядження також змінює гравець. Титан може завдавати велику шкоду піхоті і Пілотам, але він вразливий для «родео-атак» — стрибків Пілотів і Спектрів на верхню частину Титана.
Крім того, у бою звичайно бере участь піхота — звичайні піхотинці і роботи-спектри. Їм рідко вдається вбити Пілота, однак вони можуть завдавати великої шкоди Титанам.
Існує багато режимів гри, як стандартні— « бій на смерть», «захоплення точок» — так і незвичайні — «вирок-смерть», «останній з титанів» і т. д.

## Розробка
6 червня 2013 року студія Respawn Entertainment розказала журналу «Game Informer» про свій дебютний проект під назвою Titanfall. Стало відомо, що гра представляє собою шутер від першої особи, розрахований на мережеві баталії з участю до 12 гравців. Важливою складовою ігрового процесу названі «Титани» — величезні крокуючі боєві роботи, якими гравець може керувати. Були також оголошені платформи, на які вийде гра: PC, Xbox 360 і Xbox One. Більш детальну інформацію про ігровий процессе було обіцяно показати на майбутній виставці E3 у рамках прес-конференції Microsoft.
Офіційний анонс гри був на щорічній виставці E3 12 червня 2013 року. Показаний трейлер і геймплейне відео зробили хороше враження на відвідувачів виставки. Новиною для гравців стало заявління розробників про відсутність у грі одиночного режиму, так як по дослідженням невелика кількість гравців проходять кампанію, і про малоймовірность підтримки мультиплеєру між різними платформами. Сама ж студія Respawn призналась, що відсутність одиночної кампанії у грі зробило більш складним маркетингове позиціювання гри. Саме тому вже на ранніх стадіях розробки студія решила представити людям живий запис ігрового процесу, а не змонтовані трейлеры, як це звичайно роблять при рекламі ігр, знаходящихся у розробці.
Titanfall був відзначений багатьма ігровими виданнями і отримав багато престижних нагород  на «E3 2013 Game Critics Awards», серед яких: «Найкраща гра виставки», «Найкраща оригінальна гра», «Найкраща консольна гра», «Найкраща гра для РС», «Найкращий шутер» і «Найкращий мультиплеєр», опередивши таких гигантів жанру якк Battlefield 4 і Call of Duty: Ghosts. З'явлення великої проції новин про гру очікується на виставці Spike VGX, яка пройде на початку грудня 2013 року.
У кінці листопаду 2013 року видавець Titanfall у ході розмови з інвесторами виражає упевненість в тому, що оригінальна гра отримає продовження, і висказує можливість зняття ексклюзивності гри для консолей від Microsoft і PC. Самі ж розробники вважають так само, що ексклюзивність проекту росповсюдиться лише на першу частину гри. У кінці березня 2014 року з'являється інформація про те, що EA володіє правами на гру під назвою  Titanfall 2 і вона вже не буде ексклюзивом для Microsoft платформ.
Релізна версія гри не буде підтримувати модифікації, але студія подивиться на можливість додавання цією функції після виходу гри. Кількість людей у одній мережевій грі обмежено, одночасно може грати лище 12 людей (введення обмеження звя'зано з великою вільностю переміщення, при якій з більшою кількістю учасників ігровий процес губить привабливість), що для деяких гравців стало великим засмученням, деякі навіть відмінили свої передзамовлення. Журналісти, які грали у гру, повідомляють, що гравці зря засмучуются раніше часу — ігровий процес дуже захоплює і при грі 6 на 6 ні на одній карті гравець не відчуває себе одиноко, постійно відбувається якась дія, потребуюча реакції.
Студія таким чином розробляє гру, щоб встановлення нових оновленнь не переривало ігровой процес і проходило для гравців непомітно.
У середині січня 2014 року оголошено, що для консолі Xbox One буде випущений колекціонний контролер, оформлений у стилі гри Titanfall. Також буде випущене спеціальне Titanfall-видання консолі Xbox One (консолі розкуплені за один день з моменту старта прийому передзамовлення на них). З контролером,який іде за завмовчуванням з приставкою, є якісь проблеми і студія працює з Microsoft над їх вирішенням.
У кінці січня 2014 року повідомляється, що розробка гри Titanfall у версії для Xbox 360 віддана студії Bluepoint Games, яка займалась адаптацією/портуванням старих версій ігор Sony для консолей новішого покоління: HD Collection: Metal Gear Solid 1-3, HD Collection: Ico & Shadow of the Colossus, Flower. А відомий ресурс The Verge називає Titanfall першим справжнім проектом для консолей наступного покоління, так як студія-разробник створює гру тільки для нової консолі і платформи PC, тобто у першому випадку буде використаний максимум ресурсів без оглядки на старішу версію Xbox, чого не було зроблено ні для Xbox One і PlayStation 4 (об'єм інсталяції у версії для Xbox One займає 17Гб, а у версії для ПК — 48Гб,що пояснюється нестиснутим аудіо контентом, наявність якого дозволяє виграти у продуктивності гри).
На початку лютого були опубліковані офіційні системні вимоги гри Titanfall у версії для PC.
У той же час повідомляється, що гра поступить у продаж з трьома типами мехів. Студія займається розробкою DLC для Titanfall, можливо, що в них з'являться не тільки нові карти, але й нові режими гри, і типи мехів.
На початку лютого 2014 року повідомляється, що версії Titanfall для консолі Xbox 360 з'явится у продажу на два тижні пізніше чим версія для PC і Xbox One — 25 березня 2014 року. Затрмика зв'язана з тим, що на гру поступило вже приблизно 3.5 млн передзамовленнь і Electronic Arts бере невеликий тайм-аут для задоволення розмістивших передзамовлення. Пізніше вихід гри для Xbox 360 перемістили ще на два тижні — на 8 квітня 2014 року (хоча у деяких точках продажу гра становиться доступна для покупки раніше назначеної дати). На цей раз представник EA заявив, що додаткова затримка зв'язана з можливістю покращити якість гри для приставки минулого покоління (по цим же думкам було прийнято росповсюджувати гру в версії для Xbox 360 тільки на фізичних носіях). За декілька днів до виходу гри для Xbox 360 у продаж представник Bluepoint Games заявив, що гра буде видавати більше 30 fps на консолях минулого покоління, а у іншому студії вдалось зберегти атмосферу оригінальної игры. Незалежні заміри показали, що в середньому версія для Xbox 360 видає 46.5 fps. DLC для Titanfall у версії для Xbox 360 будуть выходити також з запізненням від версій для Xbox One і PC, що зв'язано с процесом передачі готового продукта від Respawn Entertainment до Bluepoint Games. Затримка у виході може становити до одного місяца.
На консолі Xbox One гра іде у розширенні 792p, що можливо пояснити тим, що спершу Titanfall задумувався як гра тільки для PC. Однак розробники допускали ймовірність того, що розширення вдасться повисити після виходу гри.
26 лютого 2014 року було представлено колекціонне видання Titanfall.
27 лютого 2014 року гра Titanfall почала випускатися на дисках.
28 лютого 2014 року компанія Microsoft анонсує, що до запуску гри компанія проведе спеціальний захід,присвячений цій події, трансляція буде вестись у прямому ефирі через Інтернет.
11 травня 2014 року гра Titanfall поступає у продаж.Видавник очікує хороші показники продажу гри: по оцінці у 4 фіскальному кварталі 2013 року буде продано приблизно 2.4 млн копій, а за 2014 фінансовый рік — 6 млн копій.
Одразу після виходу гру у офіційний продаж Respawn Entertainment заявила, що у грі вже виявлені гравці-чітери, з якими вона бореться.
21 березня 2014 року представник компанії Microsoft заявляє, що поява гри Titanfall у портфелі ексклюзивів Microsoft значно повисили показники продажу консолі Xbox One.
У середині травня 2014 року виходить спроводжуючий гру додаток для iOS, Android і Windows Phone 8, даюче гравцям додаткові можливості.

### Альфа і бета-версії Titanfall
У грудні 2013 року студія-розробник повідомила, що серйозно дивиться на можливість публічного бета-тестування гри. У середині січня користувачам з Північної Америки, гравцям Battlefield 4, студія розсилає запрошення на участь у альфа-тестуванні гри, новин про публічне бета-тестування гри студія не надає. Для обробки заявок на участь у альфа-тестування студія запускає окремий сайт.
На початку лютого 2014 року студія повідомляє, що бета-версія Titanfall знаходиться на стадії сертификації і пізніше буде оголошена дата початку публічного бета-тестування участь у бета-тестуванні не потребує розміщення передзамовлення на гру). Для участі у процесі гравцям обов'язково знадобиться Origin акаунт.
11 лютого 2014 року почалась реєстрація гравців, бажаючих брати участь у бета-тестуванні Titanfall (платформи PC і Xbox One). Бета-тестування почалось 14 лютого 2014 року, а обраним для тестування гравцям до 16 лютого 2014 року були розіслані зарпошувальні листи. Спочатку планувалось проводити бета-тест до 18 лютого, потім, 17 лютого, коли він став відкритим, було оголошено про його продовження до 20 лютого.
Після закінчення бета-тестування студія оголосила, що у процесі тестування приняло участь 2 млн людей.

## Рецензії і нагороди
| Видання      | Оцінка |
| ------------ | ------ |
| Pocket Gamer | 9/10   |

Гра Titanfall стала номінантом престижних ігрових премій найкрупніших ігрових заходів 2013—2014 р.
Ігровими ресурсами і критиками гра була оцінена дуже високо. Оцінки, отримані Titanfall, здебільшого були вище середнього:
- Polygon — 9/10
- Videogamer — 8/10
- Xbox Achievements — 90/100
- NowGamer — 9/10
- CVG — 9/10
- Gamespot — 9/10
- Joystiq — 4.5/5
- GameReactor — 9/10
- GamesRadar — 4/5
- AusGamers — 8.7/10
- GamePlanet — 9.5/10
- VentureBeat — 82/100
- The Escapist — 4/5
- USgamer — 4/5
- GameCount — 8.3/10

Такі великі неігрові видання, як The Verge і Wired, присвятили огляду гри окремі статті. Журналісти, які не є фанатами онлайн шутерів, основною проблемою яких є довгий процес навчання і набору досвіду, після чого гра по-справжньому починає приносити задоволення, признаються, що за грою Titanfall навіть вони провели багато часу. У відсутності одиночної кампанії гра уділяє навчальному процесу більше уваги ніж інші шутери. Новачкам пропонується пройти навчальний курс, у ході якого гравця вчать основам ігрового процесу, дають побитись з ботами для освоєння механік гри. Введення у гру великих і персональниї роботів, що значить, що нихто інший, окрім викликавшого його гравця, в нього сісти не може, також полегшує гру новачкам, так як роботи мають велику перевагу перед пехотою, якій у даному випадку не помагає великий досвід в онлайн шутерах, — новачок у месі має  набагато більше шансов вийти переможцем, навіть зустрившись один на один з гравцем з великим досвідом. Навіть безнадійно програвшій команді гра пропонує можливість заробити бонусні очки досвіду за рахунок виконання додаткового завдання — на карті обозначається зона погрузки і програвшим пропонується врятуватися на кораблі своїй коаліції, що робить ігровий процес більш цікавим для обох команд. Програвша, але використавша додаткову можливість, команда теж відчуває себе переможцем. Такі невеликі на перший погляд зміни у механіці класичного режиму deathmatch у корні міняє сприйняття гри, роблячи її більш привабливою для більшої кілкості гравців.

## Факти
1. ↑  Titanfall - дата выхода. Архів оригіналу за 9 лютого 2014. Процитовано 18 лютого 2014.
2. ↑  Titanfall is fusing single-player structure with multiplayer missions | Polygon. Архів оригіналу за 13 червня 2013. Процитовано 30 липня 2013.
3. ↑  Morgan, Thomas. (6 липня 2013). Tech Analysis: Titanfall. Eurogamer (англ.). Gamer Network. Архів оригіналу за 18 серпня 2018. Процитовано 17 серпня 2018.
4. 1 2  Sinan Kubba (28 січня 2014). Titanfall on Xbox 360 to land courtesy of Bluepoint Games. VG247. Архів оригіналу за 9 лютого 2014. Процитовано 12 лютого 2014.
5. ↑  Новости / Titanfall: полноценный анонс — игровые новости, сайт игровых новостей, самые свежие и последние игровые новости. Архів оригіналу за 15 грудня 2013. Процитовано 28 липня 2013.
6. ↑  Respawn прекратила продажу Titanfall. www.cybersport.ru (рос.). Архів оригіналу за 2 грудня 2021. Процитовано 3 грудня 2021.
7. ↑  Новости / Respawn Entertainment анонсировала Titanfall. Презентация новой игры состоится на выставке E3 — игровые новости, сайт игровых новостей, самые свежие и последние игро…. Архів оригіналу за 19 червня 2013. Процитовано 30 липня 2013.
8. ↑  Titanfall: Official E3 Announce Trailer — YouTube. Архів оригіналу за 17 вересня 2017. Процитовано 29 вересня 2017.
9. ↑  Titanfall: Official E3 Gameplay Demo — YouTube. Архів оригіналу за 2 грудня 2017. Процитовано 29 вересня 2017.
10. ↑  Titanfall lacks single-player as only a small percentage play it | VG247. Архів оригіналу за 19 липня 2013. Процитовано 30 липня 2013.
11. ↑  Titanfall unlikely to feature cross-platform play | VG247. Архів оригіналу за 19 червня 2013. Процитовано 30 липня 2013.
12. ↑  Dave Cook (13 січня 2014). Titanfall has been tough to market due to lack of single-player, says Respawn. VG247. Архів оригіналу за 14 січня 2014. Процитовано 14 січня 2014.
13. ↑  Игровые новости за 3 июля 2013 года, среду (game news) на AG.ru. Архів оригіналу за 6 серпня 2013. Процитовано 30 липня 2013.
14. ↑  Brenna Hillier (22 листопада 2013). Titanfall “big surprises and news” to be featured at Spike VGX. VG247. Архів оригіналу за 5 грудня 2013. Процитовано 3 грудня 2013.
15. ↑  Dave Cook (20 листопада 2013). Titanfall sequels: EA “sure” they will happen, may come to multiple platforms. VG247. Архів оригіналу за 12 грудня 2013. Процитовано 6 грудня 2013.
16. ↑  Maynard (19 березня 2014). Rumor: Titanfall 2 won’t be a Microsoft exclusive. http://www.vgleaks.com. Архів оригіналу за 20 березня 2014. Процитовано 20 березня 2014. {{cite web}}: Зовнішнє посилання в |publisher= (довідка)
17. ↑  Dave Tach (299 октября 2013). Titanfall is an Xbox, Windows exclusive 'for the life of the title'. Polygon. Архів оригіналу за 30 жовтня 2013. Процитовано 20 березня 2014.
18. ↑  Sinan Kubba (20 березня 2014). Rumor: Titanfall 2 rights secured by EA, won't be Microsoft-exclusive. joystiq. Архів оригіналу за 8 квітня 2014. Процитовано 7 квітня 2014.
19. ↑  David Hinkle (3 січня 2014). No mods for Titanfall on PC, studio to 'evaluate' after launch. joystiq. Архів оригіналу за 13 січня 2014. Процитовано 13 січня 2014.
20. ↑  Brenna Hillier (10 січня 2014). Titanfall: freedom of movement makes higher player counts “uncomfortable”. VG247. Архів оригіналу за 13 січня 2014. Процитовано 14 січня 2014.
21. ↑  Dave Cook (10 січня 2014). Titanfall’s 6v6 player cap is nothing to worry about – opinion. VG247. Архів оригіналу за 13 січня 2014. Процитовано 14 січня 2014.
22. ↑  Brenna Hillier (30 січня 2014). Titanfall server updates wont interrupt gameplay. VG247. Архів оригіналу за 31 січня 2014. Процитовано 31 січня 2014.
23. ↑  Dave Cook (16 січня 2014). Titanfall: Xbox One limited edition controller priced in the UK. VG247. Архів оригіналу за 23 січня 2014. Процитовано 3 лютого 2014.
24. ↑  Stephany Nunneley (15 січня 2014). Xbox One Titanfall limited edition wireless controller will run you $64.99. VG247. Архів оригіналу за 20 січня 2014. Процитовано 3 лютого 2014.
25. ↑  Christopher White (24 лютого 2014). Xbox One Titanfall Edition announced for $499, comes with 'free' copy of the game. www.neowin.net. Архів оригіналу за 28 лютого 2014. Процитовано 26 лютого 2014.
26. ↑  Dave Cook (26 лютого 2014). Titanfall Xbox One console bundle sold out at GameStop UK in less than a day – report. VG247. Архів оригіналу за 2 березня 2014. Процитовано 27 лютого 2014.
27. ↑  Stephany Nunneley (12 лютого 2014). Titanfall – Xbox One controller input issues to be addressed before release. VG247. Архів оригіналу за 25 лютого 2014. Процитовано 14 лютого 2014.
28. ↑  Sean Hollister (12 лютого 2014). Combat evolved: 'Titanfall' is the first real next-gen shooter. The Verge. Архів оригіналу за 14 лютого 2014. Процитовано 14 лютого 2014.
29. ↑  Sherif Saed (24 лютого 2014). Titanfall install requires up to 40GB on Xbox One. VG247. Архів оригіналу за 2 березня 2014. Процитовано 25 лютого 2014.
30. ↑  Dave Cook (11 березня 2014). Titanfall PC’s 48GB install size explained by Respawn. VG247. Архів оригіналу за 14 березня 2014. Процитовано 14 березня 2014.
31. ↑  David Hinkle (4 лютого 2014). Titanfall PC system requirements revealed. joystiq. Архів оригіналу за 12 лютого 2014. Процитовано 5 лютого 2014.
32. ↑  Dave Cook (3 лютого 2014). Titanfall will have 3 mech types at launch, Respawn ‘fearful’ over launch. VG247. Архів оригіналу за 23 лютого 2014. Процитовано 6 лютого 2014.
33. ↑  Stephany Nunneley (28 січня 2014). EA Q3: Titanfall DLC in development, sales forecast conservative due to platform exclusivity. VG247. Архів оригіналу за 31 січня 2014. Процитовано 6 лютого 2014.
34. ↑  Stephany Nunneley (11 березня 2014). Titanfall community manager says on-disc DLC is a “thorny issue” Respawn wanted to avoid. VG247. Архів оригіналу за 14 березня 2014. Процитовано 14 березня 2014.
35. ↑  Phil Owen (6 лютого 2014). Titanfall delayed two weeks on Xbox 360. VG247. Архів оригіналу за 7 лютого 2014. Процитовано 12 лютого 2014.
36. ↑  Matt Martin (7 лютого 2014). Titanfall 360 delay is about managing higher preorders, not polishing game. VG247. Архів оригіналу за 25 лютого 2014. Процитовано 12 лютого 2014.
37. ↑  Dave Cook (4 квітня 2014). Titanfall Xbox 360 releases early through retailers, 1GB install confirmed through photos. VG247. Архів оригіналу за 7 квітня 2014. Процитовано 7 квітня 2014.
38. ↑  KYLE LOWE (19 березня 2014). "Titanfall" for Xbox 360 Gets Delayed. Complex. Архів оригіналу за 14 липня 2014. Процитовано 20 березня 2014.
39. ↑  Earnest Cavalli (11 квітня 2014). Titanfall won't come to Xbox 360 Games On Demand. joystiq. Архів оригіналу за 14 квітня 2014. Процитовано 14 квітня 2014.
40. ↑  Earnest Cavalli (4 квітня 2014). Titanfall runs 'above 30fps' on Xbox 360, is 'the true experience,' according to dev. joystiq. Архів оригіналу за 7 квітня 2014. Процитовано 7 квітня 2014.
41. ↑  Stephany Nunneley (15 березня 2014). Titanfall Xbox 360 will render at sub-720p, output at 30fps – rumor. VG247. Архів оригіналу за 21 березня 2014. Процитовано 14 квітня 2014.
42. ↑  Danny Cowan (8 квітня 2014). Titanfall averages 46.5 frames-per-second on Xbox 360, Digital Foundry reports. joystiq. Архів оригіналу за 15 квітня 2014. Процитовано 14 квітня 2014.
43. ↑  KYLE LOWE (12 травня 2014). "Titanfall" Xbox 360 Expansions Will Lag Behind Xbox One, PC. Complex. Архів оригіналу за 18 травня 2014. Процитовано 14 травня 2014.
44. ↑  Mike Fahey (12 лютого 2014). Everything We Learned About Titanfall Today. kotaku. Архів оригіналу за 14 березня 2014. Процитовано 14 березня 2014.
45. ↑  Mike Suszek (13 березня 2014). Respawn: Titanfall not originally planned for Xbox One. joystiq. Архів оригіналу за 14 березня 2014. Процитовано 14 березня 2014.
46. ↑  Danny Cowan (10 березня 2014). Titanfall ships at 792p on Xbox One, post-release resolution 'likely to increase'. joystiq. Архів оригіналу за 13 березня 2014. Процитовано 14 березня 2014.
47. ↑  Dave Cook (26 лютого 2014). Titanfall Collector’s Edition is massive, unboxing video reveals its innards. VG247. Архів оригіналу за 2 березня 2014. Процитовано 27 лютого 2014.
48. ↑  Brenna Hillier (27 лютого 2014). Titanfall has gone gold. VG247. Архів оригіналу за 3 березня 2014. Процитовано 27 лютого 2014.
49. ↑  Brenna Hillier (28 лютого 2014). Titanfall Austin launch event to be livestreamed. VG247. Архів оригіналу за 28 лютого 2014. Процитовано 28 лютого 2014.
50. ↑  Dave Cook (10 березня 2014). Titanfall Xbox One download availability dates & times confirmed by region. VG247. Архів оригіналу за 13 березня 2014. Процитовано 14 березня 2014.
51. ↑  KAYLENE HONG (11 березня 2014). It’s official: Titanfall is now on Xbox One and PCs. The Next Web. Архів оригіналу за 14 березня 2014. Процитовано 14 березня 2014.
52. ↑  By Stephany Nunneley (13 березня 2014). Titanfall Q4 shipments to hit 2.4 million, 6 million to ship during current year. VG247. Архів оригіналу за 14 березня 2014. Процитовано 14 березня 2014.
53. ↑  Dave Cook (13 березня 2014). Titanfall already has aimbot cheaters, Respawn is aware & on the case. VG247. Архів оригіналу за 14 березня 2014. Процитовано 14 березня 2014.
54. ↑  Brenna Hillier (21 березня 2014). Titanfall is “blowing the doors off” for Xbox One – Harrison. VG247. Архів оригіналу за 29 березня 2014. Процитовано 7 квітня 2014.
55. ↑  NICK SUMMERS (16 травня 2014). Love Titanfall? EA has launched a companion app for iOS, Android and Windows Phone 8. http://thenextweb.com. Архів оригіналу за 28 травня 2014. Процитовано 27 травня 2014. {{cite web}}: Зовнішнє посилання в |publisher= (довідка)
56. ↑  Dave Cook (10 грудня 2013). Titanfall beta “definitely” being thought about at Respawn. VG247. Архів оригіналу за 16 грудня 2013. Процитовано 17 грудня 2013.
57. ↑  Danny Cowan (16 січня 2014). Titanfall alpha invites going out to Battlefield 4 players. joystiq. Архів оригіналу за 20 лютого 2014. Процитовано 3 лютого 2014.
58. ↑  Dave Cook (16 січня 2014). Titanfall: Xbox One alpha registration entries live, current invites are for “limited technical test”. VG247. Архів оригіналу за 22 січня 2014. Процитовано 3 лютого 2014.
59. ↑  Dave Cook (5 лютого 2014). Titanfall beta build in certification now, dates incoming. VG247. Архів оригіналу за 7 лютого 2014. Процитовано 6 лютого 2014.
60. ↑  Sherif Saed (3 лютого 2014). Titanfall beta entry won’t require pre-order. VG247. Архів оригіналу за 24 лютого 2014. Процитовано 6 лютого 2014.
61. ↑  Matt Martin (5 лютого 2014). Titanfall will require EA’s Origin service. VG247. Архів оригіналу за 25 лютого 2014. Процитовано 6 лютого 2014.
62. ↑  Бета-версия Titanfall доступна для всех подавших заявки на тестирование до утра 16 февраля. Архів оригіналу за 21 лютого 2014. Процитовано 18 лютого 2014.
63. ↑  Luke Plunkett (11 лютого 2014). Titanfall Beta Signups Are Live. kotaku. Архів оригіналу за 14 лютого 2014. Процитовано 12 лютого 2014.
64. ↑  Бета Titanfall на PC открыта для всех. Архів оригіналу за 21 лютого 2014. Процитовано 18 лютого 2014.
65. ↑  Stephany Nunneley (22 лютого 2014). Titanfall beta saw 2 million unique users, rumored cheevos list appears. VG247. Архів оригіналу за 28 лютого 2014. Процитовано 27 лютого 2014.
66. ↑  Лапунов, Дмитрий (31 березня 2014). Titanfall. Манна небесная. Архів оригіналу за 24 вересня 2015. Процитовано 14 квітня 2015.
67. ↑  Dave Cook (10 березня 2014). Titanfall review round-up, get all the scores here. VG247. Архів оригіналу за 13 березня 2014. Процитовано 13 березня 2014.
68. ↑  Dave Cook (11 березня 2014). Metareview: Titanfall. joystiq. Архів оригіналу за 13 березня 2014. Процитовано 13 березня 2014.
69. ↑  CHRIS KOHLER (11 березня 2014). Hate First-Person Shooters? Even You Will Love Titanfall. Seriously. Wired. Архів оригіналу за 13 березня 2014. Процитовано 13 березня 2014.
70. ↑  Andrew Webster (12 березня 2014). 'Titanfall' review: how robots made me love online shooters. The Verge. Архів оригіналу за 14 квітня 2014. Процитовано 13 березня 2014.

- Виробник конструкторів K'nex ще до виходу гри Titanfall заявила, що буде виробляти іграшки з героями із всесвіту гри[1]. Пізніше про випуск фігурок заявив і виробник Threezero[2];
- Гра з'являється в одній из серій серіалу NCIS: Los Angeles[3];
- Колишній старший дизайнер Infinity Ward Мохаммед Алаві (англ. Mohammad Alavi), пішедший з компанії разом з Зампеллою и Уестом в Respawn Entertainment для роботи над Titanfall, після виходу гри виклав відеоролик про те, як в Titanfall розроблювались анімації[4];
- Для отримання ще кращої картинки на платформі PC студія працює з Nvidia над пристосуванням в Titanfall деяких технологій NVIDIA GameWorks[5];
- Гра Titanfall відтворена у іншій грі — Minecraft[6];
- Студія Respawn Entertainment довго вибирала рушій, на якому буде створено Titanfall. Серед можливих варіантів роздивлювався Unreal Engine, рушій від Zero від Pandemic Studios. У підсумці вибір зупинився на рушії Source від Valve. Перші ж прототипи гри були створені на рушії Luma, на якому зроблена гра Ratchet &amp; Clank Future: A Crack in Time[7];
- До того, як гра Titanfall стала ексклюзивом для Microsoft, студія звернулась до Sony для вияснення специфікацій ще не вишедшій приставки PlayStation 4. Sony відмовились давати запрошуєму інформацію, але запропонувала допомогу у створенні версії гри для PS Vita[8].